# Alien (software)
Alien è un programma che converte i formati di file pacchetti di diverse distribuzioni Linux.
Presente nei repositories di svariate distribuzioni, supporta la conversione tra pacchetti:
- Linux Standard Base (LSB)
- RPM (conformi a LSB)
- Deb
- Stampede (.slp)
- Solaris (.pkg)
- Slackware (.tgz, .txz, .tbz, .tlz)

È anche in grado di installare automaticamente i pacchetti generati e può provare a convertire anche gli script di installazione inclusi nell'archivio.
L'installazione automatica deve essere utilizzata con cautela poiché le distribuzioni Linux possono variare in modo significativo l'una dall'altra e l'utilizzo di script di installazione convertiti automaticamente da un formato Alien può danneggiare il sistema.